# Liste der Biografien/Hela
Liste der Biografien |
Portal Biografien |
Personensuche
# |
A |
B |
C |
D |
E |
F |
G |
H |
I |
J |
K |
L |
M |
N |
O |
P |
Q |
R |
S |
T |
U |
V |
W |
X |
Y |
Z |
?
 
Ha |
Hd |
He |
Hi |
Hj |
Hk |
Hl |
Hm |
Hn |
Ho |
Hr |
Hs |
Ht |
Hu |
Hv |
Hw |
Hy
 
Hea |
Heb |
Hec |
Hed |
Hee |
Hef |
Heg |
Heh |
Hei |
Hej |
Hek |
Hel |
Hem |
Hen |
Heo |
Hep |
Heq |
Her |
Hes |
Het |
Heu |
Hev |
Hew |
Hex |
Hey |
Hez
 
Hela |
Helb |
Helc |
Held |
Hele |
Helf |
Helg |
Heli |
Helj |
Helk |
Hell |
Helm |
Heln |
Helo |
Help |
Helr |
Hels |
Helt |
Helu |
Helv |
Helw |
Hely |
Helz
Die Liste der Biografien führt alle Personen auf, die in der deutschsprachigen Wikipedia einen Artikel haben. Dieses ist eine Teilliste mit 30 Einträgen von Personen, deren Namen mit den Buchstaben „Hela“ beginnt.

## Hela

### Helac
- Helac, Ammar (* 1998), österreichischer Fußballspieler
- Helach, Natallja (* 1978), belarussische Ruderin

### Helai
- Helaissi, Abdul Rahman al- (* 1922), saudi-arabischer Diplomat

### Helal
- Helal Ali, Maxime (* 2000), französischer Fußballspieler
- Helal, Ahmed Helmi (1931–2010), deutscher Bibliothekar
- Helal, Rayan (* 1999), französischer Bahnradsportler
- Helal, Sami (* 1988), tunesischer Fußballspieler
- Helal, Sarah al- (* 1988), saudi-arabische Leichtathletin
- Helali, Adnen (* 1975), tunesischer Dichter

### Helan
- Hélan, Serge (* 1964), französischer Dreispringer
- Heland, Maria von (* 1965), deutsche Regisseurin und AutorinMaria von Heland (* 1965)

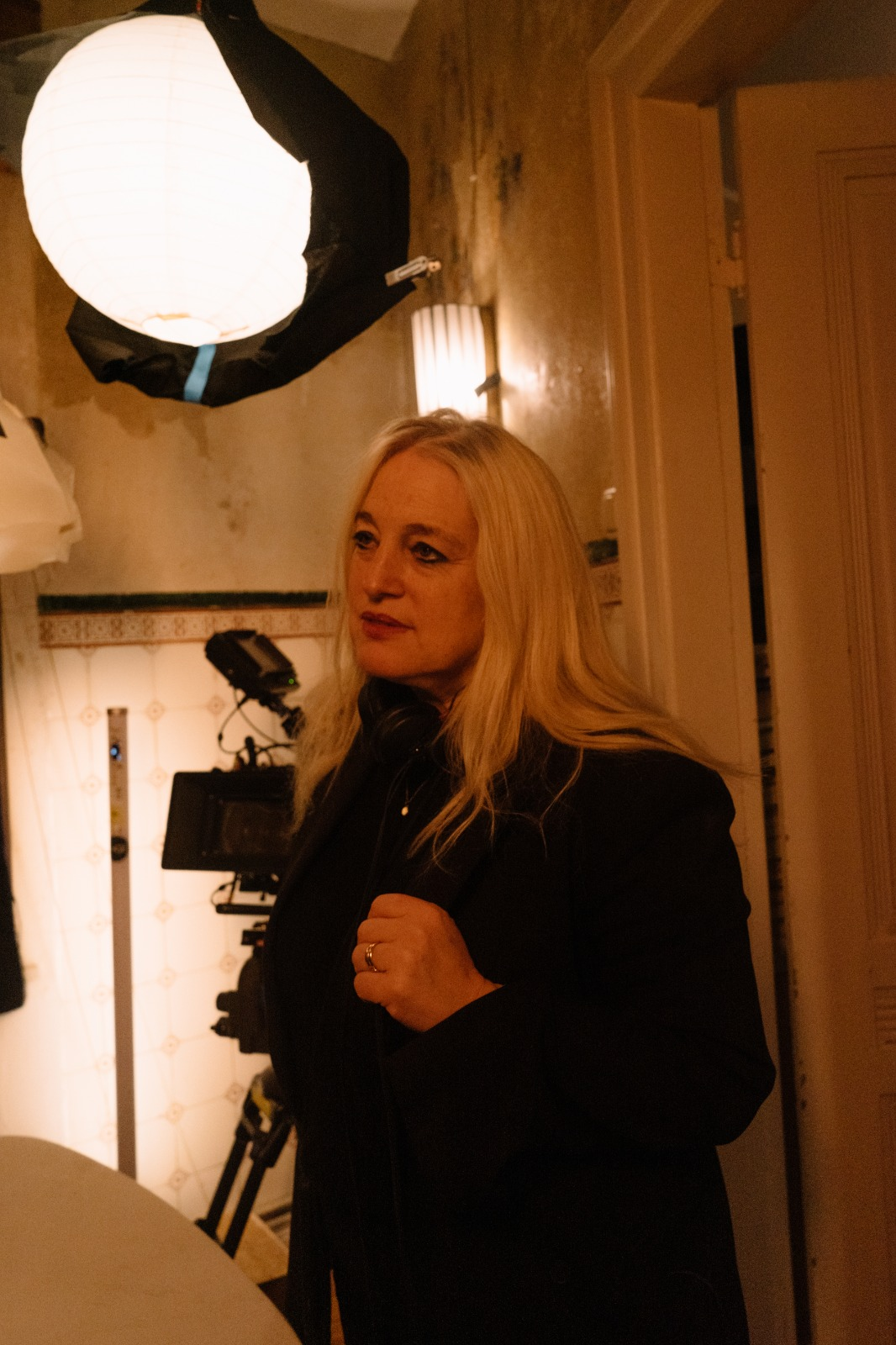
Maria von Heland (* 1965)

- Heland, Oskar (1914–2000), deutscher Heimatforscher und Autor
- Helander, Benjamin (* 1998), finnischer Handballspieler
- Helander, Dick (1896–1978), schwedischer lutherischer Theologe und Bischof
- Helander, Eemil (* 2001), finnischer Leichtathlet
- Helander, Filip (* 1993), schwedischer Fußballspieler
- Helander, Hans (* 1942), schwedischer Philologe
- Helander, Oliver (* 1997), finnischer Leichtathlet
- Helander, Per (* 1967), schwedischer Physiker und Hochschullehrer
- Helander, Peter (* 1951), schwedischer Eishockeyspieler
- Helander, Sven (1889–1970), schwedischer Nationalökonom
- Helander, Tuija (* 1961), finnische Leichtathletin
- Helander, Viktor (1839–1901), schwedischer Genremaler der Düsseldorfer Schule, Büchersammler und schwedisch-norwegischer Konsul in Düsseldorf

### Helar
- Hélary, Éric (* 1966), französischer Automobilrennfahrer
- Hélary, Sylvaine, französische Jazzmusikerin

### Helas
- Helas, Helmar (1914–1981), deutscher Kunstmaler, Glasgestalter und Restaurator
- Helas, Joachim (* 1950), deutscher Fußballspieler
- Helas, Martin (1912–1994), deutscher Parteifunktionär und Polizist
- Helas, Max (1875–1949), deutscher Maler und Restaurator
- Helas, Volker (1942–2022), deutscher Kunsthistoriker, Denkmalpfleger und Sachbuchautor